# Голубева, Вера Владимировна
Вера Владимировна Голубева (Шнюкова) (род. 19 июля 1979, Свердловск, РСФСР, СССР) — российская баскетболистка, выступавшая в амплуа разыгрывающего защитника. Серебряный медалист чемпионата мира, победитель Евролиги ФИБА, двукратный чемпион России, мастер спорта международного класса.

## Биография
Вера Шнюкова воспитанница СДЮСШОР № 3 города Екатеринбурга (ул. Бажова, 132).
В 1995 году получает приглашение в кадетскую сборную России на чемпионат Европы в Польшу, где становится обладателем золотой медали.
Первым, и в конечном итоге единственным профессиональным клубом в её карьере, стал местный «Уралмаш». Здесь она внесла ощутимый вклад в победы клуба, становлении его, как гранда российского и европейского баскетбола. Все успехи команды, в конце 90-х — начале 2000-х неотрывно связаны с Верой Шнюковой: двукратный чемпион России, победитель Евролиги 2002/03. Помимо этого в её коллекции 4 серебряные и 2 бронзовые медали российского первенства. Ей принадлежит клубный рекорд по числу матчей, сыгранных подряд (169).
За сборную России у Веры дебют состоялся на предолимпийском турнире — 2000 в Австралии, а в официальном турнире, 22 ноября 2000 года в матче против Финляндии (отборочный этап к чемпионату Европы — 2001). На следующий год Вера выступает на чемпионате мира в Китае, где завоёвывает серебряную медаль, принимая участие в 6 играх (2,8 очка, 0,3 передачи). Исполком РФБ, по окончании сезона, включает Шнюкову в список 25 лучших баскетболисток России. Последний свой матч в майке сборной России баскетболистка, как это не парадоксально, проводит со сборной Финляндии (26 ноября 2002 года), набрав в игре 3 очка.
Последний свой сезон в баскетболе 2002/2003 стал для Веры особенно удачным, ко второму «золоту» подряд в России, она добавила победу в Европейской лиге. В этом евротурнире баскетболистка сыграла во всех 18 матчах, а в финале против французского «УСВО» из Валансьена, за 21 минуту на площадке, набрала 10 очков, сделала 2 перехвата. Как следствие удачной игры Шнюкова попадает в «первую пятёрку» российского чемпионата. Завершить карьеру, в столь раннем возрасте (23 года), заставили проблемы со здоровьем, в частности со спиной (врачи обнаружили у девушки межпозвоночную грыжу).
Выйдя замуж за баскетболиста Голубева Александра Юрьевича Вера поменяла фамилию на Голубеву.
В настоящий момент она является директором комплекса загородных объектов «Уралэлектромеди» (г.Екатеринбург).

## Достижения
- Серебряный призёр чемпионата мира: 2002.
- Победитель Евролиги: 2003
- Чемпион Европы среди кадеток: 1995
- Чемпион России: 2002, 2003.
- Серебряный призёр чемпионата России: 1997, 1999, 2000, 2001
- Бронзовый призёр чемпионата России: 1996, 1998